# Manuel Santana
Manuel „Manolo“ Martínez Santana (* 10. Mai 1938 in Madrid; † 11. Dezember 2021 in Marbella) war ein spanischer Tennisspieler. Er war vor allem in den 1960er Jahren erfolgreich und galt 1966 als weltbester Tennisspieler.

## Leben

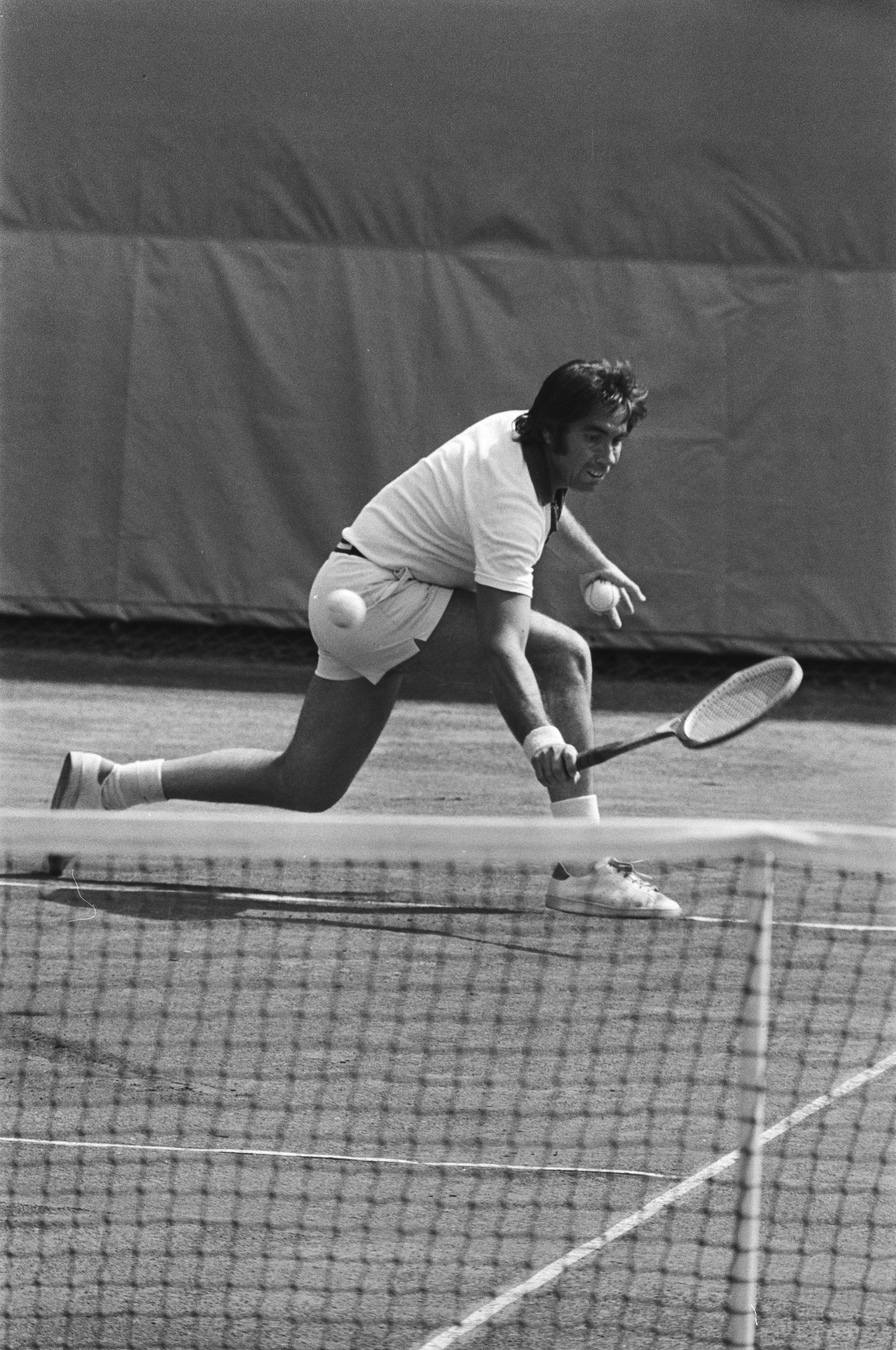
Manuel Santana 1976

Santana lernte das Tennisspiel als Balljunge im Velasquez-Tennisclub in Madrid kennen. Als Sandplatz-Spezialist gewann er 1961 und 1964 die französischen Meisterschaften. Die australische Tennislegende Rod Laver bezeichnete ihn daher als „Zauberer auf Sand“. Er könne die unglaublichsten Winkel spielen und mit seinen Topspin-Lobs und Stoppbällen jeden Gegner zur Verzweiflung bringen.
1965 führte Santana das  spanische Team durch einen überraschenden 4:1-Erfolg über die USA ins Finale des Davis Cups, wofür er von Diktator Franco mit dem Isabella-Orden ausgezeichnet wurde. Durch eine konsequente Verbesserung seines Volleys gelang ihm im selben Jahr mit dem Sieg bei den amerikanischen Meisterschaften in Forest Hills sein erster Erfolg auf Rasen. 1966 krönte er dies durch den Sieg als erster Spanier bei den Wimbledon Championships. Im folgenden Jahr wurde seiner Titelverteidigung in Wimbledon jedoch ein sehr frühes Ende gesetzt, als er als topgesetzter Spieler bereits in der ersten Runde gegen den US-Amerikaner Charlie Pasarell ausschied – ein Negativrekord, der erst Lleyton Hewitt im Jahr 2003 erneut widerfuhr.
1968 gewann er bei den Olympischen Spielen in Mexiko-Stadt den Tenniswettbewerb, der damals als Demonstrationssportart zum ersten Mal seit 1924 wieder Teil des olympischen Programms war. Nach Beginn der Open Era zog sich Santana weitgehend vom Turnierbetrieb zurück; zuletzt siegte er 1970 in Barcelona. Nach einem kurzen Comeback im Davis Cup 1973 wechselte er ins Traineramt und arbeitete für die Mannschaft von New York in der nordamerikanischen World-TeamTennis-Liga. Später trainierte er unter anderem Manuel Orantes und war Kapitän der spanischen Davis-Cup-Mannschaft.
1984 wurde er in die International Tennis Hall of Fame aufgenommen. Zuletzt war er Mitorganisator der Madrid Masters; der Center Court des Caja Mágica ist nach ihm benannt. Santana starb im Dezember 2021 im Alter von 83 Jahren.

## Erfolge

### Grand-Slam-Turniere

#### Turniersiege

##### Einzel
| Nr. | Jahr               | Turnier                          | Belag | Finalgegner        | Ergebnis                |
| --- | ------------------ | -------------------------------- | ----- | ------------------ | ----------------------- |
| 1   | 15. Mai 1961       | Französische Meisterschaften     | Sand  | Nicola Pietrangeli | 4:6, 6:1, 3:6, 6:0, 6:2 |
| 2   | 18. Mai 1964       | Französische Meisterschaften     | Sand  | Nicola Pietrangeli | 6:3, 6:1, 4:6, 7:5      |
| 3   | 20. September 1965 | US-amerikanische Meisterschaften | Rasen | Cliff Drysdale     | 6:2, 7:9, 7:5, 6:1      |
| 4   | 20. Juni 1966      | Wimbledon Championships          | Rasen | Dennis Ralston     | 6:4, 11:9, 6:4          |

##### Doppel
| Nr. | Jahr         | Turnier                      | Belag       | Partner | Finalgegner             | Ergebnis      |
| --- | ------------ | ---------------------------- | ----------- | ------- | ----------------------- | ------------- |
| 1   | 13. Mai 1963 | Französische Meisterschaften | Roy Emerson | Sand    | Gordon Forbes Abe Segal | 6:2, 6:4, 6:4 |

### Open Era

#### Einzel

##### Turniersiege
| Nr. | Jahr            | Turnier      | Belag       | Finalgegner    | Ergebnis           |
| --- | --------------- | ------------ | ----------- | -------------- | ------------------ |
| 1.  | 8. Februar 1968 | Philadelphia | Teppich (i) | Jan Leschly    | 8:6, 6:3           |
| 2.  | 8. April 1968   | Tampa        | Sand        | István Gulyás  | 6:4, 7:5, 6:4      |
| 3.  | 29. Mai 1968    | Berlin       | Sand        | Tom Okker      | 6:8, 6:4, 6:1, 6:2 |
| 4.  | 7. Juli 1969    | Båstad       | Sand        | Ion Țiriac     | 8:6, 6:4, 6:1      |
| 5.  | 11. August 1969 | Kitzbühel    | Sand        | Manuel Orantes | 6:4, 6:2, 6:3      |
| 6.  | 9. Februar 1970 | New York     | Teppich (i) | Stan Smith     | 6:5, 6:2           |
| 7.  | 9. Februar 1970 | Barcelona    | Sand        | Rod Laver      | 6:4, 6:3, 6:4      |

##### Finalteilnahmen
| Nr. | Jahr          | Turnier   | Belag     | Finalgegner      | Ergebnis                       |
| --- | ------------- | --------- | --------- | ---------------- | ------------------------------ |
| 1.  | 12. Mai 1969  | Barcelona | Sand      | Manuel Orantes   | 4:6, 5:7, 4:6                  |
| 2.  | 29. März 1971 | Durban    | Hartplatz | Bob Hewitt       | 6:7, 1:6, 1:6                  |
| 3.  | 24. Mai 1971  | Berlin    | Hartplatz | Christian Kuhnke | 2:6, 9:7, 6:0, 5:7, 4:4 aufgg. |